# Consejo Regulador del Tequila
Der Consejo Regulador del Tequila, A.C. (Regulierungsrat für Tequila), kurz CRT, ist die im Auftrag der mexikanischen Regierung handelnde Aufsichtsbehörde, die die Einhaltung der gesetzlichen Normen und Bestimmungen zur Herstellung und Vermarktung des Tequila überwacht. Der CRT wurde 1993 ins Leben gerufen und hat seinen Sitz in Zapopan.
Als Qualitätssicherer ist der CRT sowohl Kontrolleinheit als auch Zertifizierungsorgan. Mit der Vergabe einer NOM (für Norma Oficial Mexicana) und einer DOT (für Denominación de Orígen Tequila) bescheinigt er die Authentizität der jeweiligen Produktionsstätte. Die Nummern sind auf den Flaschenetiketten zu finden.
Die NOM bestätigt die Korrektheit der Bestandteile. So darf Tequila nur aus der blauen Agave (Agave tequilana Weber, azul, Agavaceae) hergestellt werden.
Die DOT bestätigt die Ordnungsmäßigkeit der Erzeugerregion. Sie stellt sicher, dass Tequila ausschließlich in den dafür ausgewiesenen Regionen (im gesamten Bundesstaat Jalisco sowie in ausgewählten Gemeinden von Guanajuato, Michoacán, Nayarit und Tamaulipas) erzeugt wird. Kein Getränk, das in anderen Landesteilen Mexikos oder im Ausland erzeugt wird, darf als Tequila bezeichnet werden.